# Луистаун Хајтс (Монтана)
Луистаун Хајтс (енгл. Lewistown Heights) насељено је место без административног статуса у америчкој савезној држави Монтана.

## Демографија
По попису из 2010. године број становника је 407, што је 42 (11,5%) становника више него 2000. године.
| Група             | 2000.       | 2010.       |
| Белци             | 345 (94,5%) | 388 (95,3%) |
| Афроамериканци    | 6 (1,6%)    | 0 (0,0%)    |
| Азијати           | 0 (0,0%)    | 0 (0,0%)    |
| Хиспаноамериканци | 6 (1,6%)    | 8 (2,0%)    |
| Укупно            | 365         | 407         |